# 알프레드 드 비니
알프레드 빅토르 드 비니(Alfred Victor de Vigny, 1797년 3월 27일 ~ 1863년 9월 17일)는 프랑스의 낭만파 시인·소설가·극작가이다.
프랑스 혁명으로 인해 몰락한 지방 귀족 출신으로, 처음에는 군인에 뜻을 두었으나 군대 생활이 싫어 문학에 발을 들여놓았다. 위고의 권유로 시를 쓰기 시작하여 1826년 《고금 (古今) 시집》을 발표하였다. 소설로는 리슐리외에 대한 음모를 쓴 《생 마르(Cing Mars)》(1826년) 와 시인과 사회의 대결을 그린 《스텔로》(1832), 군인의 비참상을 묘사한 《군대의 복종과 위대함》을 냈다.
그 후에는 이른 바 '상아탑(象牙塔)' 속에 은거하여 고독하게 지냈다. 그의 일생 후반기에 이름을 후세에 떨치도록 만든 시편이 발표되었다. 몇 편의 시 가운데 그는 여성이 남성을 얕보고 신도 자연도 인간에게 냉정하지만, 그 가운데서도 인간은 명예를 최고의 이상으로 생각하고 묵묵히 자기의 할 바를 다 하지 않으면 안 된다고 했다. 이들 시는 죽은 뒤 《운명 시집》(1864년)으로 출판되었다.